# Trapani Shark
La Trapani Shark è un club cestistico italiano di Trapani, il suo colore sociale è il granata. Oltre allo scudo con le cinque torri e la falce, viene utilizzato come simbolo un famelico squalo che, digrignando i denti, tiene una falce tra le fauci. 
Nata nel 2023, è erede della storica Pallacanestro Trapani. La squadra gioca i propri incontri interni al Pala Shark.

## Storia

### Le origini

Una formazione di pallacanestro della F.G.C. Trapani negli anni '30

Le organizzazioni giovanili sportive trapanesi della F.G.C. (Fasci giovanili di combattimento dal 1930 al 1937) e della G.I.L. (Gioventù italiana del littorio dal 1937 al 1943) diedero un primo contributo allo sviluppo del basket cittadino negli anni '30 strutturando ed organizzando le prime squadre che parteciparono ai campionati regionali durante il regime fascista.
La prima testimonianza di una partita di palla al cesto a Trapani è del 1934, quando la locale squadra dei Fasci giovanili di combattimento affrontò quella di Castellammare del Golfo. Nel giugno dello stesso anno si disputò il campionato regionale dove la formazione trapanese affrontò i pari età di Catania ed Agrigento.
L'anno successivo il F.G.C. Trapani prese parte al "Torneo di Palermo" (forse una sorta di embrione di Seconda Divisione) a cui parteciparono altre formazioni di città siciliane come Catania, Enna, Caltanissetta, Agrigento, Siracusa, Messina e Palermo.
Nel 1937 i Fasci Giovanili di Combattimento confluiscono nella Gioventù italiana del littorio che nel 1938 organizza il 15º girone Sicilia della Prima Divisione GIL a cui la formazione trapanese partecipa insieme a quelle delle città di Catania, Agrigento, Enna e Caltanissetta.
Agli inizi degli anni '40 i giovani atleti della GIL confluiscono nel G.U.F. trapanese (Gruppo universitario fascista) che gareggerà nel Girone IV della Serie B del 1941-1942 insieme al G.U.F. Palermo e G.U.F. Messina. In quelle formazioni nel tempo si distinsero atleti spesso impegnati anche in altri sport (versatilità abbastanza comune a quel tempo) come Umberto Saura (15 novembre 1915 - 12 gennaio 2000) attivo nell'atletica leggera come saltatore con l'asta che come calciatore giocando nella Juventus Trapani, insieme ad Alberto Corso e Gaetano Sabato (calcio ed atletica leggera), Antonino Ferlito, Rocco Cernigliaro e Paolo Calafiore (atletica leggera).
Queste basi sportive ed organizzative verranno consolidate per iniziativa di alcuni giovani atleti della GIL o del GUF che si trasformeranno anche in tecnici e dirigenti: Bartolomeo Sorrentino, i fratelli Alberto e Pino Cardella ed Osvaldo La Cavera.

Partita di palla al cesto a Trapani fine anni '40

Il dopoguerra fu caratterizzato da formazioni che basavano la propria attività sull'associazionismo o per iniziativa di enti pubblici o autonomi che promuovevano attività e campionati sportivi. La Libertas Trapani è già attiva negli anni '40 e partecipante ai campionati regionali per l'ammissione in serie A del 1945-46. La formazione rappresentava una emanazione locale del Centro Nazionale Sportivo Libertas nato nel dopoguerra per la promozione e la diffusione della cultura sportiva.
La Corda Fratres Trapani, emanazione locale del Corda Fratres (Federazione internazionale degli studenti), rinasce nel dopoguerra partecipando a diversi tornei locali e regionali. Successivamente confluirà per volontà di Girolamo "Mommo" Marchello nella Associazione Pallacanestro Trapani, attiva fino al 1953, anno in cui si unirà all'Enal Trapani.
Sullo stessa impronta della Libertas nacque il Gruppo Sportivo Enal Trapani, in seguito Virtus Enal Trapani (o Dopolavoro Virtus Trapani), anch'essa rappresentazione locale dell'Ente nazionale assistenza lavoratori che con la presidenza del prof. Renzo Venza e Pio Cavasino, la direzione sportiva di Leonardo Scalabrino, furono attivi negli anni '50 e '60. La Virtus Enal arrivò a disputare campionati di serie C ed uno di serie B, quello del 1964-65, promozione ottenuta sconfiggendo la Concordia Agrigento per 60 a 37 nelle finali del torneo di promozione svoltesi proprio ad Agrigento. Tra le sue file militarono giovani promesse della pallacanestro locale come Salvatore Castelli, Dino Magaddino, Aldo Guarnotta ed altri valenti giocatori e dirigenti che riuscirono, in seguito, a dare continuità e qualità alla attività sportiva della pallacanestro a Trapani giocando sia nella Associazione Sportiva Pallacanestro Rosmini (rivale della Virtus Enal e allora astro nascente del basket locale) che nella sua successiva emanazione, la Cestistica Trapani.

### Anni sessanta: la Rosmini

La Rosmini Trapani 1963-64

Sul finire degli anni '50 la parrocchia dei Padri rosminiani Don Mario Tomasi e Don Oreste Radaelli diviene il punto di riferimento dei giovani trapanesi ed ericini attraverso le attività sportive come il calcio e la pallacanestro. Proprio quest'ultimo sport unì un gruppo di ragazzi che allenati da Ettore Daidone riuscirono a rimanere imbattuti per circa due anni su tutti i campi dell'Italia meridionale, vincendo tre campionati consecutivamente e raggiungendo la Serie A (il 2º livello del sistema piramidale della pallacanestro italiana dal 1955 al 1965).
Nella stagione 1958-59 la ASP Rosmini Trapani si piazzò alle spalle della Virtus Enal che s'impose nel campionato di Promozione, riuscendo a precedere il CUS Palermo. Quel campionato fece da prologo ai successivi che portarono inaspettatamente la formazione giallo-verde ai vertici della pallacanestro nazionale.
Nel 1962-63 la ASP Rosmini Trapani partecipò al campionato di Serie B raggiungendo il girone finale per la promozione, dove battendo 65 a 52 il Salerno si garantivano il passaggio in Serie A-Seconda Serie con una squadra formata da elementi locali come Roald e Giuseppe Vento, Nino Fodale, Ignazio Voi, Roberto Naso, Giovanni Crimi, Franco Gallo, Aldo Guarnotta, Giuseppe Ruffino e Carlo Lungaro (futuro presidente della Enichem Priolo di basket femminile).
Pur fra tanti problemi finanziari l'esordio in Serie A-Seconda Serie 1963-64 la formazione trapanese raggiunse il nono posto (penultimo) a pari merito con la Pall. Catanzaro, (ultimo il Foggia) ma il ricorso dei calabresi per la partita giocata a Bari, vedrà svanire la possibilità dello spareggio salvezza sancendone la retrocessione e lo sfaldamento dell'associazione che si scioglie non avendo alle spalle una base societaria che potesse garantire un degno proseguimento in campionato ed alcuni giocatori migrarono in altre formazioni come la U.S. Palermo o la Cestistica Trapani.
Nel dicembre del 1964, infatti, nacque la Cestistica Trapani con presidente l'avv. Francesco Calamia (politico trapanese più volte Sindaco di Trapani) che ereditò il titolo sportivo e i giocatori della Rosmini (alcuni di questi anche fondatori della squadra) disputando campionati di serie B e C. Negli anni successivi le squadre trapanesi ebbero degli ottimi risultati a livello giovanile e parteciparono costantemente, soprattutto all'inizio degli anni settanta, alle finali nazionali.

### Anni settanta: l'Edera
4 ottobre 1970
Palestra "Dante Alighieri", Trapani

Quarti di Finale

EDERA TP-LIBERTAS BR 77-78

Edera Trapani: Vento R. (12), Magaddino (2), Vento G. (38), Fodale (1), Castelli (7), Voi (14), Crapanzano (3), Piacentino (n.e.), Cernigliaro (n.e.), Naso (n.e.). All: -.

Libertas Brindisi: Calderari (16), Sangiorgio (2), Labate (17), Arigliano (14), Cecco (10), Dami (15), Bray (4), Destradis. All. -.

Usciti per cinque falli: Castelli e Arigliano

Arbitri: Mongiovì e Morelli di Palermo.
Nel novembre del 1965 la Cestistica cambiò denominazione in Cestistica Edera Trapani ad opera dell'On. Antonio Montanti (politico trapanese del Partito Repubblicano, da qui il nome della squadra), con la presidenza di Giovanni Denaro e del vicepresidente Giuseppe Vento, partecipando a campionati di serie C ed in due occasioni alla Coppa Italia nazionale; negli anni sessanta e settanta la Coppa Italia si disputava superando le qualificazioni interregionali divise in gironi tra squadre che dalla serie maggiore arrivava alla serie D.
Nel torneo del 1970-71 l'Edera (militante in serie D), dopo aver superato i turni preliminari del Girone Meridionale (per rinuncia del U.S. Palermo al primo turno, dell'Etna Catania al secondo turno) incontrò la Libertas Brindisi (allora in serie B) nei quarti di finale, venendo sconfitta di un sol punto.

L'Edera Trapani 1978-1980

L'anno successivo, Coppa Italia 1972 la formazione trapanese si fermo' al primo turno perdendo contro la Splugen Reyer Venezia (allora formazione di vertice della Serie A). L'Edera continuò la propria attività tra alterne vicende quasi sempre in serie C (con un'unica restrocessione in Serie D nel 1974) con giocatori come Salvatore 
Liberale Ernandez detto "Libero", Paolo Mollura ed Andrea Magaddino futuri protagonisti della Pallacanestro Trapani e del Basket Trapani.
Nel mentre Giuseppe Vento continuò ad essere l'anima del basket trapanese anche da dirigente, tentando di far risorgere e vivacizzare la società da troppo tempo a livelli nazionali di scarso spessore sportivo ed agonistico, ebbe modo di avvicinare alla pallacanestro Vincenzo Garraffa.
Garraffa, primario di radiologia nonché campione italiano di regolarità di automobilismo e futuro senatore della Repubblica, con l'Edera (come fu per la Rosmini e la Cestistica) getterà le basi per la costruzione di una nuova società, la Pallacanestro Trapani, soprattutto dopo la cocente retrocessione in serie C2 nel 1981.

### La Pallacanestro Trapani (1980-1997)

#### I primi anni
Nel 1980 l'Edera Trapani cambia denominazione in Pallacanestro Trapani  ed i colori sociali passano dal verde al granata. Nel 1981 Vincenzo Garraffa ne diventa presidente affiancato da Salvatore Mazzara, Giovanni Crimi, Roald Vento ed Elio Ippaso. Appena retrocessa in C2 la società viene ristrutturata sia dal punto di vista tecnico che organizzativo.

Pallacanestro Trapani 1986-87: Stefano Michelini (All.), Amedeo Mazza, Marco Martin, Claudio Castellazzi, Umberto Coppari, Giovanni Leonardi, Renato Caroli (Ass. All.), Giovanni Mirabile (mass.), Ivan Pisu, Fabio Tartamella, Francesco Mannella, Stefano Spallino, Mario Piazza, Angelo Destasio

Nel biennio 1981-1983, ingaggiando giocatori come il toscano Francesco Mannella, Luigi "Gigi" Ranieri o Amedeo Mazza ed un allenatore non locale, il coach abruzzese Emilio Trivelli detto "Mimmo", la nuova società riuscì a centrare due promozioni consecutive: la prima in Serie C1 guadagnata con una giornata d'anticipo battendo l'Orlandina, e la seconda promozione in Serie B, più sofferta, battendo nella finale dei play-off la Virtus Ragusa per 2 a 1 (135-130 la prima vittoria, al termine di tre supplementari e con gli ultimi minuti giocati in quattro contro cinque, 93-81 la seconda, con 24 punti di Campolattano).
In serie B, e poi Serie B1, la società granata trascorse sei stagioni: nel campionato 1983-84, il primo in B, raggiunge un ragguardevole settimo posto sorretta da Angelo Destasio e Giuseppe Padua (oltre ai confermati Mannella e Ranieri).
L'anno successivo, il 1984-85 vide andar via l'allenatore delle promozioni Mimmo Trivelli e l'arrivo di Bruno Boero con GM Massimo Cosmelli, concluse in seconda posizione a pari merito con la Sutor Montegranaro, ma esclusa ai playoff a causa degli scontri diretti sfavorevoli.
Nel campionato 1985-86 la formazione granata raggiunse ancora la seconda posizione in coabitazione con la Facar Pescara, ma anche questa volta per gli scontri diretti sfavorevoli non raggiunse i play-off promozione, ma è ammessa in Serie B1.

#### La B d'eccellenza
La Serie B d'Eccellenza nel campionato 1986-87 è a girone unico nazionale, e la Pallacanestro Trapani, allenata da Stefano Michelini, evita all'ultima giornata gli spareggi salvezza battendo la Stamura Ancona (con uno strepitoso Angelo Destasio) raggiungendo faticosamente la nona posizione.
L'anno successivo, il 1987-88, fu una stagione travagliata culminata con lo spareggio per la permanenza in B1: la 13ª posizione finale le impone un ultimo incontro con l'Esperia Cagliari disputato l'8 maggio al PalaMaggiò di Caserta: terminerà 88-72 ed il Trapani poté conservare un posto in serie cadetta.
L'arrivo a Trapani nel 1988 del nuovo coach Gianfranco Benvenuti e del general manager Valentino Renzi (ex presidente della Legabasket) permise quel salto di qualità tecnico-manageriale che la società cercava: l'annata 1988-89 fu un campionato d'assestamento con un ottimo 5º posto utile per amalgamare una formazione con nuovi innesti come Davide Lot o Antonio Guzzone.

#### La serie A
Nella stagione della B1 1989-1990, arriva il cecchino Giuseppe Cassì e la Vini Racine, dopo aver terminato la regular-season al secondo posto alle spalle della Mens Sana Siena, riuscì nell'impresa pianificata da anni dal presidente Vincenzo Garraffa: batté nei play-off la Sangiorgese, 86-77 in garauno a Trapani per i granata; a Porto San Giorgio la partita subì uno stop: Mario Piazza fu colpito da un accendino scagliato dal pubblico, e la partita (sul campo) terminerà 84 a 81 per i marchigiani. La giustizia sportiva decreterà il 2-0 a tavolino per la Pallacanestro Trapani che raggiungerà la promozione in Serie A2.
La Birra Messina Pallacanestro Trapani al primo campionato di A2 nel 1990/1991 puntava alla salvezza, raggiunta con l'ottava posizione nella stagione regolare che le permise addirittura l'accesso ai play-off per la promozione in Serie A1.
Si ritrovò così a disputare il girone Giallo che terminò inaspettatamente con tre formazioni a pari punteggio: la Filanto Forlì, la Kleenex Pistoia e lo stesso Trapani che, per la classifica avulsa (considerando solo gli scontri diretti), venne promosso nella massima serie, per la prima volta nella sua storia.
Il "doppio salto" dalla B1 alla A1 si concretizzò con l'apporto di un allenatore dalla grande tempra come il "livornese" Gianfranco "Cacco" Benvenuti (che bissò l'esperienza reggina) ed un nucleo ben rodato di giocatori tra i quali ricordiamo Francesco "Ciccio" Mannella, Claudio "Bibo" Castellazzi, Mario Piazza, Giuseppe Cassì e Davide Lot, e l'innesto in A2 di due americani dal grande valore tecnico ed atletico come l'ala forte Reggie Johnson, campione NBA nel 1983 con i Philadelphia 76ers, e il pivot Bobby Lee Hurt.
Per tutto lo sport siciliano la presenza in A1 della Pallacanestro Trapani rappresentò un traguardo storico.
In Serie A1 Giancarlo Sacco rilevò Gianfranco Benvenuti, che aveva lasciato per motivi di salute, con la conferma della formazione dell'anno precedente, e l'arrivo di Stefano Tosi e di due nuovi giocatori americani Wendell Alexis e John Shasky. Al termine della regular season la formazione trapanese raggiunse un'insperata 14ª posizione, battendo nell'ultima giornata (e all'ultimo tiro, quello di Tosi) la Scavolini Pesaro, evitando così il penultimo posto in classifica e la retrocessione diretta in A2. Retrocessione che comunque fu solo rinviata: al termine di un deludente girone di play-out la Pallacanestro Trapani terminò la propria esperienza nella massima serie.
Il Trapani rimase in Serie A2 per altre quattro stagioni sponsorizzata dal Tonno Auriga.
Nel 1992-93, allenata da Riccardo Sales giunse al 10º posto.
Nel 1993-94 il Trapani agguantò l'11º posto con il ritorno in panchina di Giancarlo Sacco subentrato a Ninni Gebbia. Il presidente Garraffa, intanto aveva lasciato e la società fu guidata dai soci rimasti.
Nel 1994-95 con l'avvicendamento di ben tre allenatori raggiunse il 14º posto.

#### Crisi finanziaria e fallimento
L'anno successivo la crisi finanziaria societaria si acuì (risultando poi irreversibile) determinando un campionato sottotono con il raggiungimento di un poco lusinghiero 14º ed ultimo posto (con conseguente retrocessione diretta in Serie B1) nella stagione 1995-96.
Nel 1997, dopo un anonimo campionato in "B1", la Pallacanestro Trapani non riuscì ad iscriversi al campionato successivo decretando, da parte del Consiglio Federale, la revoca dell'affiliazione alla Lega. Questo fu l'ultimo atto sportivo e di seguito arrivò il fallimento societario e la fine dell'attività agonistica, che ebbe molte concause: la presunta marginalità geografico-sportiva, il grande sforzo economico che la società dovette addossarsi nel costruire il PalaGranata (tre miliardi di lire ed, allora, unico impianto sportivo del meridione realizzato da privati), il mancato arrivo dei contributi pubblici promessi (della Regione Siciliana soprattutto), scelte tecnico-dirigenziali errate e la mancanza di un grande sponsor.

#### Statistiche Pallacanestro Trapani
(1981-1997)
- PRESENZE
- 308 Francesco Mannella
- 298 Mario Piazza
- 284 Claudio Castellazzi
- 203 Amedeo Mazza
- 189 Marco Martin
- 176 Angelo Destasio
- 144 Stefano Tosi
- 140 Fabio Tartamella
- 129 Giuseppe Cassì
- 100 Davide Lot

- PUNTI
- 3.468 Francesco Mannella
- 2.988 Claudio Castellazzi
- 2.555 Mario Piazza
- 2.156 Angelo Destasio
- 2.071 Amedeo Mazza
- 1.411 Umberto Coppari
- 1.303 Giuseppe Cassì
- 1.200 Davide Lot
- 1.098 Luigi Ranieri
- 1.005 Antonio Campolattano

- MEDIA/PUNTI
- 17,28 Luigi Ranieri
- 15,50 Umberto Coppari
- 13,53 Donato Di Monte
- 13,08 Maurizio Biondi
- 12,25 Angelo Destasio
- 12,00 Davide Lot
- 11,42 Antonio Campolattano
- 11,25 Francesco Mannella
- 10,69 Francesco De Lise
- 10,52 Claudio Castellazzi

- STAGIONI
- 11 Francesco Mannella
- 10 Claudio Castellazzi
- 9 Mario Piazza
- 7 Amedeo Mazza
- 7 Marco Martin
- 6 Angelo Destasio
- 5 Giovanni La Commare
- 5 Fabio Tartamella
- 5 Sergio Zucchi
- 4 Giuseppe Cassì

#### Vicenda giudiziaria Garraffa-Dell'Utri
Alla sponsorizzazione della Birra Messina (Dreher-Heineken) è legata la querelle che portò Vincenzo Garraffa a denunciare Marcello Dell'Utri per le presunte minacce del boss mafioso Vincenzo Virga avvenute nel 1992: «Mi manda Dell'Utri». Il processo si concluse nel maggio 2011 (dopo la condanna in appello di Dell'Utri a due anni di reclusione per tentata estorsione aggravata) con l'assoluzione in Cassazione. Il 14 aprile 2009 i giudici della quarta Corte d'Appello di Milano hanno derubricato il reato da tentata estorsione a minaccia (la cosiddetta «desistenza volontaria» -articolo 56 comma 3 cp-), dichiarando quindi il «non doversi procedere» nei confronti di Dell'Utri e anche del boss mafioso Vincenzo Virga, prosciogliendoli per prescrizione.

### La ripartenza come Associazione Basket Trapani (1997-2011)
Nel 1997 su iniziativa di Alberto Montericcio, Andrea Magaddino e Filippo Mucaria nasce l'Associazione Basket Trapani, acquistando il titolo in Serie C2 dell'Amatori Trapani. L'anno successivo rileva il titolo della Vis Nova Caltanissetta militando in Serie B2 nel campionato 1999 ed arrivando al secondo posto (alle spalle della Premiata Montegranaro nonché finalista vincente proprio con la squadra granata) allenata da Giacomo Genovese, storico vice-allenatore della Pallacanestro Trapani. Questo buon risultato diede al Basket Trapani la possibilità di essere ripescata in Serie B d'Eccellenza.
Il primo anno d'Eccellenza, nel 1999, vide l'alternanza alla guida della squadra con Genovese che cedette il posto al canturino Gianni Lambruschi per gli scarsi risultati durante il campionato, culminati nella salvezza ai play-out con Ozzano. L'anno successivo vide sciogliersi la triade fondatrice della società con il solo Magaddino rimasto alla guida del Basket Trapani che in quell'annata sportiva, sponsorizzata Banca Sant'Angelo, non andò oltre un deludente 13º posto ed un ennesimo cambio di allenatore tra Gianni Lambruschi e Marco Morganti. Nel 2001, con il nuovo coach Gianni Montemurro, raggiunse il sesto posto nella stagione regolare accedendo per la prima volta ai play-off, venendo però sconfitta dal New Wash Montichiari al primo turno.
Per il campionato 2002-03 la società granata fu impegnata in una onerosa campagna acquisti allestendo un roster di tutto riguardo con l'inserimento di Augusto Binelli (bandiera della Virtus Bologna), Giampaolo Zamberlan ed al promettente Mattia Soloperto. Allenata dal riminese Massimo Bernardi il Basket Trapani raggiunse i play-off superando Imola e Montegranaro ma venendo battuta in finale dal Banco di Sardegna Sassari per 2-1. L'anno successivo si smaltì la delusione con la conferma dell'asse Virgilio-Zamberlan-Binelli e nel 2003-04, il Basket Trapani, allenata dal nuovo coach abruzzese Tony Trullo, dopo un campionato di vertice perse addirittura due finali consecutive: la prima con l'Univer Vernici Castelletto Ticino e la seconda con la Tris Rieti entrambe per 2 a 1.

#### In Legadue
Gli ottimi risultati delle stagioni precedenti, le tre finali promozione consecutive, e la radiazione della Banca Popolare Ragusa crearono i presupposti nel 2004 al ripescaggio in Legadue.
La società per il salto di serie chiamò a sé un tecnico giovane e promettente, il grossetano Luca Banchi, e nel 2004-05 raggiunse il decimo posto sfiorando anche i play-off, esprimendo a sprazzi un gioco spettacolare grazie al trio Darby-Clack-Owens.
Nel 2005 si punta nuovamente su un giovane tecnico Luigi Gresta quale capo allenatore ma che per motivi extracestistici lo porterano a concludere la sua esperienza siciliana dopo neanche un mese di lavoro. Al suo posto venne scelto Giancarlo Sacco, vecchia conoscenza del basket locale, che non riuscì a raddrizzare la china ed il Trapani retrocesse al termine di una stagione 2005-06 disastrosa, racimolando otto punti, due allenatori e alternando ben ventidue giocatori.

#### Il ritorno in B d'Eccellenza
Nella stagione sportiva 2006-07 il presidente Andrea Magaddino decise di rimanere al timone della società nonostante la precedente catastrofica stagione e, per rilanciare le sorti della sua società varò un programma triennale per la promozione in Legadue che comprendeva: un nuovo direttore sportivo di fama nazionale, il trapanese Giuseppe Barbara, alla prima esperienza da non allenatore dopo essere già stato coach della squadra granata nella lunga agonia della Pallacanestro Trapani ed un nuovo e giovane allenatore, l'avellinese Gianluca Tucci molto esperto di campionati della B d'Eccellenza. Al termine della stagione 2007 il Basket Trapani si posizionò al terzo nella stagione regolare ed eliminato ai quarti di finale dei playoff dal Fulgor Basket Fidenza per 2 a 1.
L'anno successivo, il 2007/2008 sempre con la guida tecnica guida di Gianluca Tucci, il Basket Trapani si classificò al secondo posto al termine della regular season conquistando il diritto a disputare i playoff: nella finalissima con la New Basket Brindisi guidata dall'allenatore siciliano Giovanni Perdichizzi, la squadra granata vince al PalaIlio gara 1 per 79 a 76 ma perdendo al PalaPentassuglia in gara 2 per 79 a 74, di fatto fallendo la promozione in Legadue per una differenza canestri negativa di due punti.
Nella stagione 2008/2009, dopo un campionato altalenante segnato dall'avicendamento in panchina tra Marco Calvani e Marcello Perazzetti, la squadra si classifica al quinto posto accedendo ai playoff. Nei quarti di finale verrà sconfitta dalla Robur Basket Osimo per 2 a 1. Al termine della stagione il presidente Andrea Magaddino ufficializza la vendita del titolo sportivo e della società ritenendo chiuso il suo lungo ciclo alla guida del Basket Trapani, decisione maturata sia per la crisi economica che di risultati sportivi.
Il 16 giugno 2009, dopo dodici anni, la proprietà societaria passa da Andrea Magaddino ad Alessandro Massinelli, imprenditore di Ribera, che per la stagione 2009-10 rivoluziona la formazione sotto la guida del GM Francesco Lima e del nuovo allenatore Giovanni Benedetto. La prima stagione del Trapani Basket targato Massinelli termina con un inaspettato quinto posto che permette l'accesso ai play-off. Con una formazione limitata nei cambi (durante la stagione abbandonano la squadra Cristiano Masper e Fabio Marcante) la formazione di Benedetto raggiunge i quarti di finale venendo sconfitta dalla Liomatic Perugia per 2 a 1.

#### Promozione e mancata iscrizione

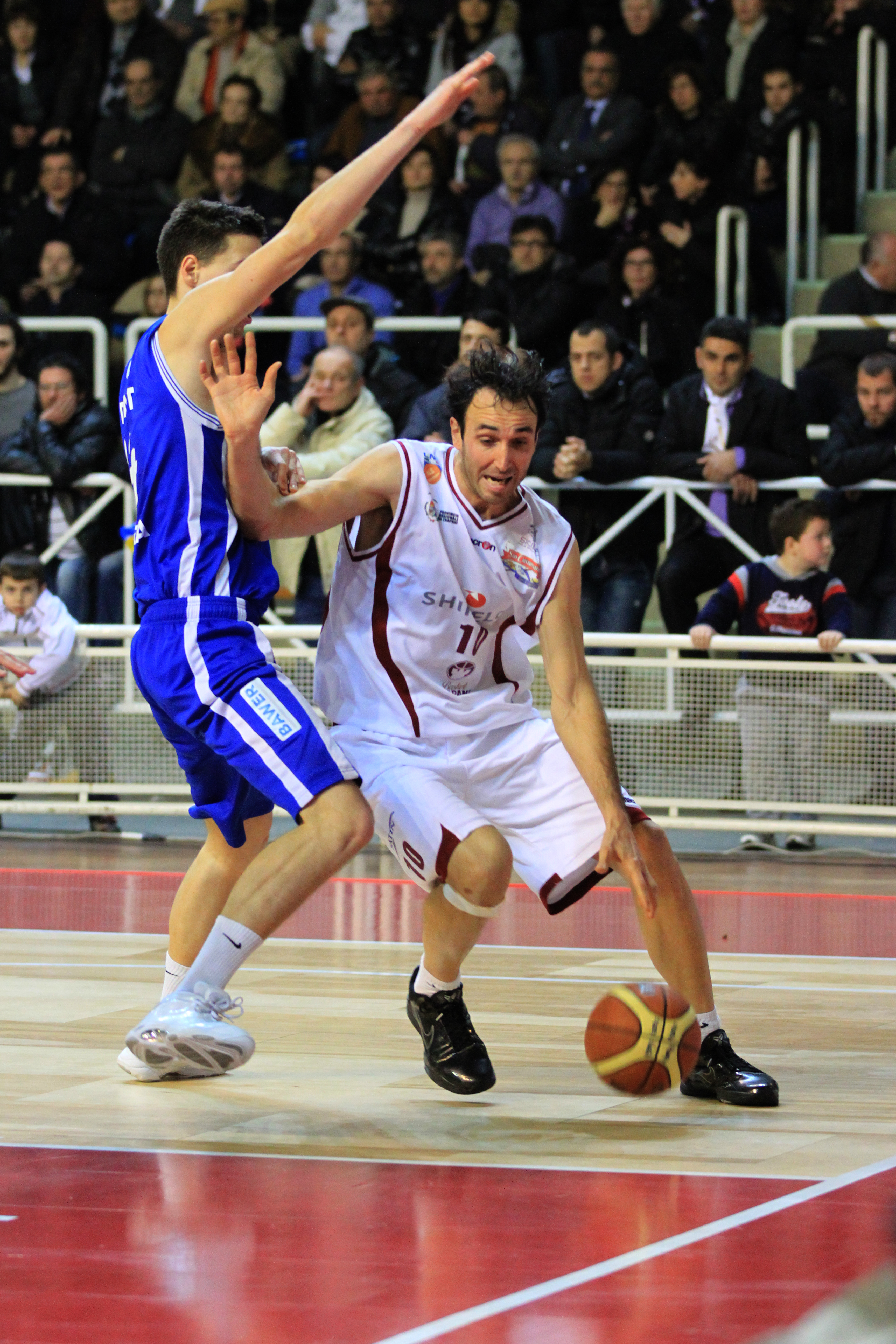
Santarossa uno dei protagonisti della promozione in Legadue

La conferma di Giovanni Benedetto come allenatore porta ad un radicale cambiamento del quintetto base per la stagione 2010-11 della Serie A Dilettanti: l'acquisto del trio Francesco Guarino-Ariel Svoboda-Luca Bisconti (l'anno precedente protagonisti della promozione a Barcellona) da innestare con i protagonisti della stagione precedente Marco Evangelisti e Walter Santarossa. Il campionato fu segnato dalle difficoltà economiche della società (stipendi non pagati) che comunque non disunirono la squadra: "Il 18 dicembre con i sei senior ci chiudiamo dentro una stanza e decidiamo di andare avanti. Nonostante tutto, nonostante le difficoltà. Con passione. Se qualcuno se ne fosse voluto andare, quello sarebbe stato il momento. Non se ne è andato nessuno. Avevamo fatto una scelta. Con tutte le conseguenze del caso" ricorda Benedetto in una intervista.
Con una formazione limitata nei cambi (le difficoltà economiche non permisero un rinforzamento del roster) il campionato termina con la prima posizione nel Girone B e la qualificazione ai play-off dove Trapani supera una coriacea Sant'Antimo per 3 a 2 nelle semifinali raggiungendo la Leonessa Brescia in finale e venendo sconfitta per 3-0. Successivamente si riscatta guadagnando la Legadue in gara-3 nella serie finale contro Ostuni.
Per l'iscrizione alla nuova lega si verificarono dei colpi di scena: l'Assemblea di Legadue del presidente Bonamico respinse l'iscrizione della società granata, bocciatura confermata dall'Alta Corte di Giustizia del Coni per i parametri di bilancio non corretti rilevati dalla Comtec, organo di controllo federale. Il tutto infarcito dal relativo ricorso al TAR e dall'azionariato popolare (promosso dal gruppo organizzato di tifosi dei "trapanesi granata") intenti a salvare le sorti societarie sia da punto di vista economico che di quello sportivo.

### Ridenominazione in Pallacanestro Trapani S.C. (2011-2023)
La querelle estiva si conclude con il cambio di proprietà della società acquistata dall'imprenditore di origine trapanese Pietro Basciano (con aziende in Emilia-Romagna), la decisione della FIP di retrocedere di tre categorie la società con la relativa iscrizione alla Divisione Nazionale C (ex C Dilettanti).
Basciano rinuncia al ricorso al Tar e cambia la denominazione societaria in Pallacanestro Trapani Sporting Club. La nuova società, guidata da Flavio Priulla (assistant coach a Trapani dal 2001), raggiunge subito il suo primo traguardo stagionale vincendo la Coppa Italia DNC battendo il Cento 67-59
con MVP della finale Ariel Svoboda ed il campionato regolare DNC girone I senza alcuna sconfitta, unica in Italia. Successivamente vince i playoff sconfingendo in finale la Pol. Acireale (l'ottava finale della sua breve storia) conquistando la promozione in Divisione Nazionale B.
Per la quarta serie nazionale la società trapanese allestisce un roster di tutto rilievo con l'acquisto di Luca Ianes e Nelson Rizzitiello nel tentativo di vincere subito il campionato e raggiungere quella che verrà denominata LegaDue Silver (ex Divisione Nazionale A). Il terzo posto al termine del campionato e l'eliminazione in semifinale di play-off ad opera del Roseto ne fanno una stagione al di sotto delle aspettative e non priva di delusioni sportive. Nella conferenza stampa di fine campionato il presidente Pietro Basciano annuncia che "Stiamo lavorando per non disputare un altro campionato di Dnb. Ci sono stati offerti quattro titoli, due di Divisione Nazionale A Gold e due di Legadue Silver" e la relativa possibilità di accedere al secondo o terzo campionato nazionale.

#### Il ritorno in Legadue

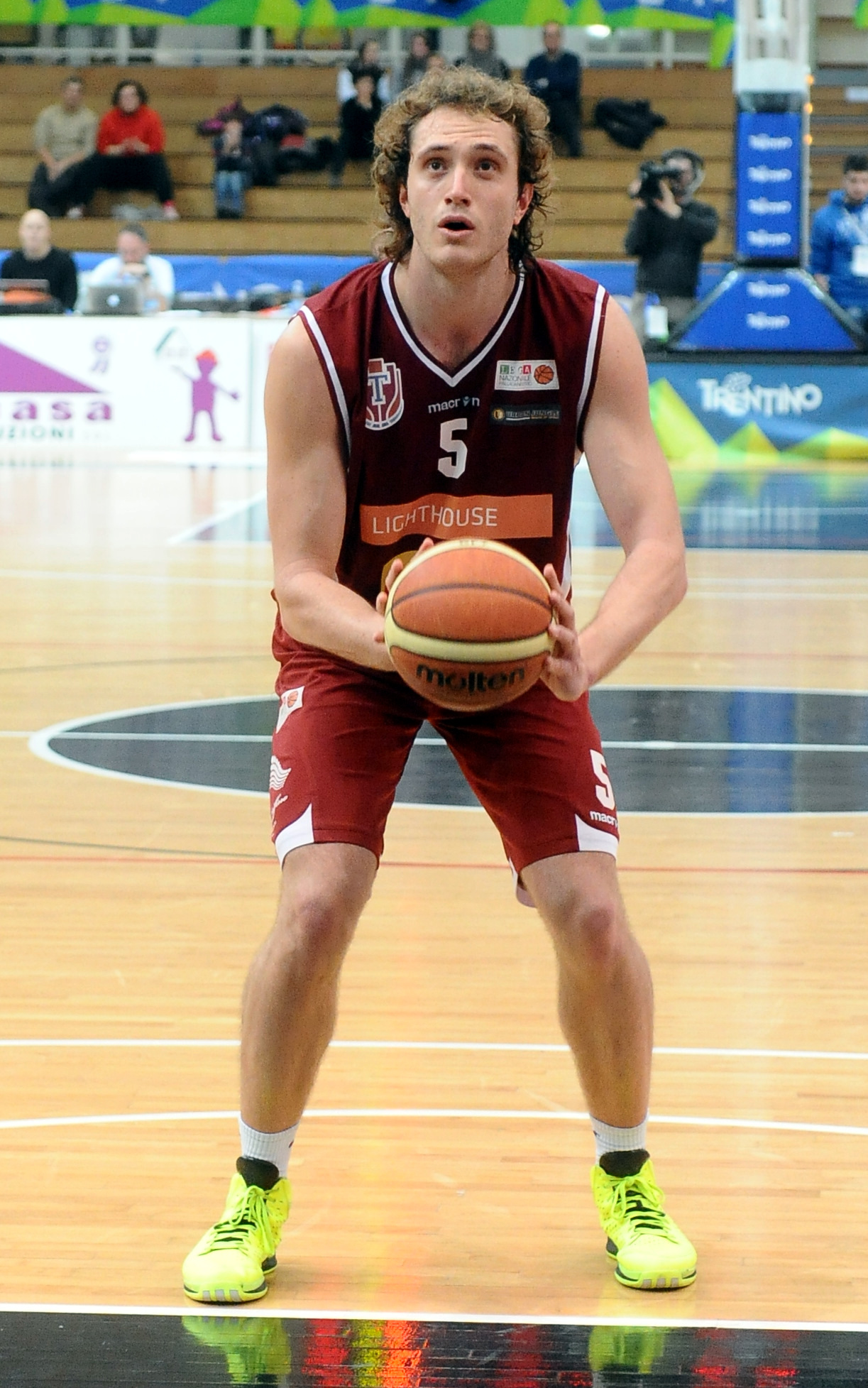
Andrea Renzi

Dopo alterne vicende, il 2 luglio 2013 la Pallacanestro Trapani scambia il proprio titolo sportivo con lo Scafati Basket passando dalla DNB alla nuova DNA Gold (ex legaDue). In seguito al salto di categoria, la società decide di ingaggiare come nuovo allenatore Lino Lardo che guiderà la formazione granata ad una tranquilla salvezza, sfiorando l'accesso ai play-off. L'anno successivo si inaugura con l'ingresso in società del General Manager Julio Trovato proveniente da Torino ed una sostanziale conferma della formazione dell'anno precedente (Renzi-Baldassarre-Ferrero-Bossi) non riuscendo comunque a raggiungere i play-off e rendendo abbondantemente al di sotto delle aspettative.
Il biennio non soddisfacente da un punto di vista dei risultati (nel 2013-2014 è 11ª in Divisione Nazionale A Gold e nel 2014-2015 10ª in Serie A2 Gold) determina il cambio d'allenatore con l'arrivo di Ugo Ducarello (già assistant coach di Perdichizzi, Pozzecco e Sacchetti) che succede a Lardo per la stagione agonistica 2015-2016 di Serie A2 che si conclude con l'eliminazione negli ottavi di finale di play-off disputati contro Brescia.
Nella successiva stagione la squadra si qualifica all'ottavo posto nel girone Ovest della serie A2 accedendo ai play-off e venendo eliminata negli ottavi per 3 a 0 da Treviso. L'anno successivo risulterà abbastanza altalenante: a cinque vittorie consecutive che proiettano la squadra al secondo posto (con l'ingresso in Coppa Italia), ne seguono altrettante sconfitte che determineranno l'esonero di Ugo Ducarello dall'incarico di capo allenatore, sostituito dal suo secondo Daniele Parente. Al sesto posto finale segue la qualificazione ai play-off venendo eliminata negli ottavi per 3 a 1 nuovamente da Treviso.
La successiva conferma dell'allenatore ed il cambio radicale dell'organico condurrà la formazione al nono posto e ai consecutivi play-off, venendo eliminata negli ottavi per 3 a 2 da Treviso.
La pandemia di COVID-19 determina la sospensione del campionato 2019-2020 con la formazione granata al sesto posto, campionato che non verrà riavviato e definitivamente annullato, pandemia che condizionerà anche il campionato successivo 2020-2021 (assenza di pubblico e calendario modificato) concluso con il 13º posto finale (tra stagione regolare e fase ad orologio) e l'eliminazione ai quarti di finale di play-off contro l'APU Udine. Con il trasferimento di Andrea Renzi ed il parziale rinnovo dell'organico, la nona stagione consecutiva in seconda serie verrà condizionata da numerosi infortuni che determineranno il rendimento finale con il nono posto e l'esclusione dalla zona play-off.
Le difficoltà della stagione precedente s'estesero al campionato successivo manifestati dal cambio sostanziale di parte del roster a stagione iniziata (con il ritorno di Andrea Renzi e l'inserimento di Stumbris) concluso con il 17º posto finale (8º nella stagione regolare e 5º nel girone bianco) e l'esclusione dalla zona play-off.
La fine della precedente stagione agonistica coincide con l'intenzione del presidente Pietro Basciano di cedere la società a Valerio Antonini, imprenditore romano nel settore dei cereali, già presente nella città siciliana per l'acquisizione delle quote di maggioranza della squadra di calcio del Trapani. La trattativa, bene avviata, subisce uno stop.

### La rifondazione come Trapani Shark (2023-oggi)
Antonini non convincendosi della situazione economica societaria  tramite la sua società, la Sport Invest, iscrive una nuova associazione sportiva, denominata Trapani Shark, che riceve la cessione del titolo sportivo di A2 della società Stella Azzurra Roma. Ad inizio stagione, la formazione siciliana conferma Daniele Parente come capo allenatore e Alex Latini come secondo assistente, aggiungendo Daniele Quilici come primo assistente. La stagione agonistica inizia con il torneo della Supercoppa LNP 2023 dove arriva il primo trofeo della gestione Antonini, grazie alla vittoria in finale contro Treviglio con il punteggio di 83-67.
La stagione regolare è stata caratterizzata dal nuovo record assoluto di vittorie consecutive in Serie A2 (dalla stagione 2013-14) che, con il successo interno su Treviglio, vede la formazione trapanese raggiungere la striscia vincente di quattordici vittorie consecutive. Il record verrà implementato fino a diciassette vittorie consecutive, interrotta con la sconfitta di Cividale in occasione della prima giornata della fase ad orologio.
L'intermezzo della Coppa Italia LNP vede la formazione trapanese sconfitta in semifinale dalla Fortitudo Bologna, sconfitta che determinerà l'esonero di Daniele Parente dall'incarico di capo allenatore, sostituito da Andrea Diana.
La fase ad orologio termina con la prima posizione e l'accesso ai play-off che la vedrà superare Piacenza per 3-1 nei quarti di finale, Verona per 3-0 nella semifinale e la Fortitudo Bologna in finale per 3-1, aggiudicandosi così la promozione in Serie A ed il titolo di Campione d'Italia dilettanti.

#### Il ritorno in serie A
Per il ritorno in Serie A dopo 32 anni dall'ultima esperienza, la dirigenza trapanese sceglie di cambiare guida tecnica ingaggiando l'esperto allenatore croato Jasmin Repeša, con Andrea Diana che accetta di restare come vice. La stagione regolare termina con la seconda posizione in classifica e l'accesso ai play-off che la vedrà superare la Pallacanestro Reggiana ai quarti di finale e, successivamente, sconfitta dalla Pallacanestro Brescia in semifinale. Nel corso della stagione, la squadra era stata inoltre eliminata ai quarti di finale di Coppa Italia dalla Pallacanestro Trieste.
Per la stagione successiva (2025-2026), la società dovrà scontare una penalizzazione di 4 punti in classifica a causa di illeciti amministrativi.

## Cronologia delle squadre di pallacanestro di Trapani
| 1934 | 1934 | 1934 | 1934 | 1934 | 1934 |  |  | FGC Trapani (1934-37) | FGC Trapani (1934-37) | FGC Trapani (1934-37) | FGC Trapani (1934-37) | FGC Trapani (1934-37) | FGC Trapani (1934-37) |                            |                            |                            |                            |                            |                            |                                 |                                 |                                 |                                 |                                 |                                 |                               |                               |                               |                               |                               |                               |                                    |                                    |                                    |                                    |                                    |                                    |                                 |                                 |                                 |                                 |                                 |                                 |  |  |  |  |  |  |  |  |  |  |  |  |
| 1934 | 1934 | 1934 | 1934 | 1934 | 1934 |  |  | FGC Trapani (1934-37) | FGC Trapani (1934-37) | FGC Trapani (1934-37) | FGC Trapani (1934-37) | FGC Trapani (1934-37) | FGC Trapani (1934-37) |                            |                            |                            |                            |                            |                            |                                 |                                 |                                 |                                 |                                 |                                 |                               |                               |                               |                               |                               |                               |                                    |                                    |                                    |                                    |                                    |                                    |                                 |                                 |                                 |                                 |                                 |                                 |  |  |  |  |  |  |  |  |  |  |  |  |
| 1937 | 1937 | 1937 | 1937 | 1937 | 1937 |  |  | GIL Trapani (1937-43) | GIL Trapani (1937-43) | GIL Trapani (1937-43) | GIL Trapani (1937-43) | GIL Trapani (1937-43) | GIL Trapani (1937-43) |                            |                            |                            |                            |                            |                            |                                 |                                 |                                 |                                 |                                 |                                 |                               |                               |                               |                               |                               |                               |                                    |                                    |                                    |                                    |                                    |                                    |                                 |                                 |                                 |                                 |                                 |                                 |  |  |  |  |  |  |  |  |  |  |  |  |
| 1937 | 1937 | 1937 | 1937 | 1937 | 1937 |  |  | GIL Trapani (1937-43) | GIL Trapani (1937-43) | GIL Trapani (1937-43) | GIL Trapani (1937-43) | GIL Trapani (1937-43) | GIL Trapani (1937-43) |                            |                            |                            |                            |                            |                            |                                 |                                 |                                 |                                 |                                 |                                 |                               |                               |                               |                               |                               |                               |                                    |                                    |                                    |                                    |                                    |                                    |                                 |                                 |                                 |                                 |                                 |                                 |  |  |  |  |  |  |  |  |  |  |  |  |
| 1944 | 1944 | 1944 | 1944 | 1944 | 1944 |  |  |                       |                       |                       |                       |                       |                       |                            |                            |                            |                            |                            |                            | Corda Fratres Trapani (1944-50) | Corda Fratres Trapani (1944-50) | Corda Fratres Trapani (1944-50) | Corda Fratres Trapani (1944-50) | Corda Fratres Trapani (1944-50) | Corda Fratres Trapani (1944-50) |                               |                               |                               |                               |                               |                               |                                    |                                    |                                    |                                    |                                    |                                    |                                 |                                 |                                 |                                 |                                 |                                 |  |  |  |  |  |  |  |  |  |  |  |  |
| 1944 | 1944 | 1944 | 1944 | 1944 | 1944 |  |  |                       |                       |                       |                       |                       |                       |                            |                            |                            |                            |                            |                            | Corda Fratres Trapani (1944-50) | Corda Fratres Trapani (1944-50) | Corda Fratres Trapani (1944-50) | Corda Fratres Trapani (1944-50) | Corda Fratres Trapani (1944-50) | Corda Fratres Trapani (1944-50) |                               |                               |                               |                               |                               |                               |                                    |                                    |                                    |                                    |                                    |                                    |                                 |                                 |                                 |                                 |                                 |                                 |  |  |  |  |  |  |  |  |  |  |  |  |
| 1945 | 1945 | 1945 | 1945 | 1945 | 1945 |  |  |                       |                       |                       |                       |                       |                       | Libertas Trapani (1945-??) | Libertas Trapani (1945-??) | Libertas Trapani (1945-??) | Libertas Trapani (1945-??) | Libertas Trapani (1945-??) | Libertas Trapani (1945-??) |                                 |                                 |                                 |                                 |                                 |                                 |                               |                               |                               |                               |                               |                               |                                    |                                    |                                    |                                    |                                    |                                    |                                 |                                 |                                 |                                 |                                 |                                 |  |  |  |  |  |  |  |  |  |  |  |  |
| 1945 | 1945 | 1945 | 1945 | 1945 | 1945 |  |  |                       |                       |                       |                       |                       |                       | Libertas Trapani (1945-??) | Libertas Trapani (1945-??) | Libertas Trapani (1945-??) | Libertas Trapani (1945-??) | Libertas Trapani (1945-??) | Libertas Trapani (1945-??) |                                 |                                 |                                 |                                 |                                 |                                 |                               |                               |                               |                               |                               |                               |                                    |                                    |                                    |                                    |                                    |                                    |                                 |                                 |                                 |                                 |                                 |                                 |  |  |  |  |  |  |  |  |  |  |  |  |
| 1950 | 1950 | 1950 | 1950 | 1950 | 1950 |  |  |                       |                       |                       |                       |                       |                       |                            |                            |                            |                            |                            |                            | AS Pall. Trapani (1950-53)      | AS Pall. Trapani (1950-53)      | AS Pall. Trapani (1950-53)      | AS Pall. Trapani (1950-53)      | AS Pall. Trapani (1950-53)      | AS Pall. Trapani (1950-53)      |                               |                               |                               |                               |                               |                               |                                    |                                    |                                    |                                    |                                    |                                    |                                 |                                 |                                 |                                 |                                 |                                 |  |  |  |  |  |  |  |  |  |  |  |  |
| 1950 | 1950 | 1950 | 1950 | 1950 | 1950 |  |  |                       |                       |                       |                       |                       |                       |                            |                            |                            |                            |                            |                            | AS Pall. Trapani (1950-53)      | AS Pall. Trapani (1950-53)      | AS Pall. Trapani (1950-53)      | AS Pall. Trapani (1950-53)      | AS Pall. Trapani (1950-53)      | AS Pall. Trapani (1950-53)      |                               |                               |                               |                               |                               |                               |                                    |                                    |                                    |                                    |                                    |                                    |                                 |                                 |                                 |                                 |                                 |                                 |  |  |  |  |  |  |  |  |  |  |  |  |
| 1953 | 1953 | 1953 | 1953 | 1953 | 1953 |  |  |                       |                       |                       |                       |                       |                       |                            |                            |                            |                            |                            |                            | G.S. Enal Trapani (1953-58)     | G.S. Enal Trapani (1953-58)     | G.S. Enal Trapani (1953-58)     | G.S. Enal Trapani (1953-58)     | G.S. Enal Trapani (1953-58)     | G.S. Enal Trapani (1953-58)     |                               |                               |                               |                               |                               |                               |                                    |                                    |                                    |                                    |                                    |                                    |                                 |                                 |                                 |                                 |                                 |                                 |  |  |  |  |  |  |  |  |  |  |  |  |
| 1953 | 1953 | 1953 | 1953 | 1953 | 1953 |  |  |                       |                       |                       |                       |                       |                       |                            |                            |                            |                            |                            |                            | G.S. Enal Trapani (1953-58)     | G.S. Enal Trapani (1953-58)     | G.S. Enal Trapani (1953-58)     | G.S. Enal Trapani (1953-58)     | G.S. Enal Trapani (1953-58)     | G.S. Enal Trapani (1953-58)     |                               |                               |                               |                               |                               |                               |                                    |                                    |                                    |                                    |                                    |                                    |                                 |                                 |                                 |                                 |                                 |                                 |  |  |  |  |  |  |  |  |  |  |  |  |
| 1957 | 1957 | 1957 | 1957 | 1957 | 1957 |  |  |                       |                       |                       |                       |                       |                       |                            |                            |                            |                            |                            |                            |                                 |                                 |                                 |                                 |                                 |                                 | ASP Rosmini Trapani (1957-64) | ASP Rosmini Trapani (1957-64) | ASP Rosmini Trapani (1957-64) | ASP Rosmini Trapani (1957-64) | ASP Rosmini Trapani (1957-64) | ASP Rosmini Trapani (1957-64) |                                    |                                    |                                    |                                    |                                    |                                    |                                 |                                 |                                 |                                 |                                 |                                 |  |  |  |  |  |  |  |  |  |  |  |  |
| 1957 | 1957 | 1957 | 1957 | 1957 | 1957 |  |  |                       |                       |                       |                       |                       |                       |                            |                            |                            |                            |                            |                            |                                 |                                 |                                 |                                 |                                 |                                 | ASP Rosmini Trapani (1957-64) | ASP Rosmini Trapani (1957-64) | ASP Rosmini Trapani (1957-64) | ASP Rosmini Trapani (1957-64) | ASP Rosmini Trapani (1957-64) | ASP Rosmini Trapani (1957-64) |                                    |                                    |                                    |                                    |                                    |                                    |                                 |                                 |                                 |                                 |                                 |                                 |  |  |  |  |  |  |  |  |  |  |  |  |
| 1958 | 1958 | 1958 | 1958 | 1958 | 1958 |  |  |                       |                       |                       |                       |                       |                       |                            |                            |                            |                            |                            |                            | Virtus Enal Trapani (1958-66)   | Virtus Enal Trapani (1958-66)   | Virtus Enal Trapani (1958-66)   | Virtus Enal Trapani (1958-66)   | Virtus Enal Trapani (1958-66)   | Virtus Enal Trapani (1958-66)   |                               |                               |                               |                               |                               |                               |                                    |                                    |                                    |                                    |                                    |                                    |                                 |                                 |                                 |                                 |                                 |                                 |  |  |  |  |  |  |  |  |  |  |  |  |
| 1958 | 1958 | 1958 | 1958 | 1958 | 1958 |  |  |                       |                       |                       |                       |                       |                       |                            |                            |                            |                            |                            |                            | Virtus Enal Trapani (1958-66)   | Virtus Enal Trapani (1958-66)   | Virtus Enal Trapani (1958-66)   | Virtus Enal Trapani (1958-66)   | Virtus Enal Trapani (1958-66)   | Virtus Enal Trapani (1958-66)   |                               |                               |                               |                               |                               |                               |                                    |                                    |                                    |                                    |                                    |                                    |                                 |                                 |                                 |                                 |                                 |                                 |  |  |  |  |  |  |  |  |  |  |  |  |
| 1964 | 1964 | 1964 | 1964 | 1964 | 1964 |  |  |                       |                       |                       |                       |                       |                       |                            |                            |                            |                            |                            |                            |                                 |                                 |                                 |                                 |                                 |                                 |                               |                               |                               |                               |                               |                               | Cestistica Trapani (1964-65)       | Cestistica Trapani (1964-65)       | Cestistica Trapani (1964-65)       | Cestistica Trapani (1964-65)       | Cestistica Trapani (1964-65)       | Cestistica Trapani (1964-65)       |                                 |                                 |                                 |                                 |                                 |                                 |  |  |  |  |  |  |  |  |  |  |  |  |
| 1964 | 1964 | 1964 | 1964 | 1964 | 1964 |  |  |                       |                       |                       |                       |                       |                       |                            |                            |                            |                            |                            |                            |                                 |                                 |                                 |                                 |                                 |                                 |                               |                               |                               |                               |                               |                               | Cestistica Trapani (1964-65)       | Cestistica Trapani (1964-65)       | Cestistica Trapani (1964-65)       | Cestistica Trapani (1964-65)       | Cestistica Trapani (1964-65)       | Cestistica Trapani (1964-65)       |                                 |                                 |                                 |                                 |                                 |                                 |  |  |  |  |  |  |  |  |  |  |  |  |
|      |      |      |      |      |      |  |  |                       |                       |                       |                       |                       |                       |                            |                            |                            |                            |                            |                            |                                 |                                 |                                 |                                 |                                 |                                 |                               |                               |                               |                               |                               |                               |                                    |                                    |                                    |                                    |                                    |                                    |                                 |                                 |                                 |                                 |                                 |                                 |  |  |  |  |  |  |  |  |  |  |  |  |
| 1965 | 1965 | 1965 | 1965 | 1965 | 1965 |  |  |                       |                       |                       |                       |                       |                       |                            |                            |                            |                            |                            |                            |                                 |                                 |                                 |                                 |                                 |                                 |                               |                               |                               |                               |                               |                               | Cestistica Edera Trapani (1965-80) | Cestistica Edera Trapani (1965-80) | Cestistica Edera Trapani (1965-80) | Cestistica Edera Trapani (1965-80) | Cestistica Edera Trapani (1965-80) | Cestistica Edera Trapani (1965-80) |                                 |                                 |                                 |                                 |                                 |                                 |  |  |  |  |  |  |  |  |  |  |  |  |
| 1965 | 1965 | 1965 | 1965 | 1965 | 1965 |  |  |                       |                       |                       |                       |                       |                       |                            |                            |                            |                            |                            |                            |                                 |                                 |                                 |                                 |                                 |                                 |                               |                               |                               |                               |                               |                               | Cestistica Edera Trapani (1965-80) | Cestistica Edera Trapani (1965-80) | Cestistica Edera Trapani (1965-80) | Cestistica Edera Trapani (1965-80) | Cestistica Edera Trapani (1965-80) | Cestistica Edera Trapani (1965-80) |                                 |                                 |                                 |                                 |                                 |                                 |  |  |  |  |  |  |  |  |  |  |  |  |
| 1980 | 1980 | 1980 | 1980 | 1980 | 1980 |  |  |                       |                       |                       |                       |                       |                       |                            |                            |                            |                            |                            |                            |                                 |                                 |                                 |                                 |                                 |                                 |                               |                               |                               |                               |                               |                               | Pallacanestro Trapani (1980-97)    | Pallacanestro Trapani (1980-97)    | Pallacanestro Trapani (1980-97)    | Pallacanestro Trapani (1980-97)    | Pallacanestro Trapani (1980-97)    | Pallacanestro Trapani (1980-97)    |                                 |                                 |                                 |                                 |                                 |                                 |  |  |  |  |  |  |  |  |  |  |  |  |
| 1980 | 1980 | 1980 | 1980 | 1980 | 1980 |  |  |                       |                       |                       |                       |                       |                       |                            |                            |                            |                            |                            |                            |                                 |                                 |                                 |                                 |                                 |                                 |                               |                               |                               |                               |                               |                               | Pallacanestro Trapani (1980-97)    | Pallacanestro Trapani (1980-97)    | Pallacanestro Trapani (1980-97)    | Pallacanestro Trapani (1980-97)    | Pallacanestro Trapani (1980-97)    | Pallacanestro Trapani (1980-97)    |                                 |                                 |                                 |                                 |                                 |                                 |  |  |  |  |  |  |  |  |  |  |  |  |
|      |      |      |      |      |      |  |  |                       |                       |                       |                       |                       |                       |                            |                            |                            |                            |                            |                            |                                 |                                 |                                 |                                 |                                 |                                 |                               |                               |                               |                               |                               |                               |                                    |                                    |                                    |                                    |                                    |                                    |                                 |                                 |                                 |                                 |                                 |                                 |  |  |  |  |  |  |  |  |  |  |  |  |
| 1997 | 1997 | 1997 | 1997 | 1997 | 1997 |  |  |                       |                       |                       |                       |                       |                       |                            |                            |                            |                            |                            |                            |                                 |                                 |                                 |                                 |                                 |                                 |                               |                               |                               |                               |                               |                               |                                    |                                    |                                    |                                    |                                    |                                    | Basket Trapani (1997-11)        | Basket Trapani (1997-11)        | Basket Trapani (1997-11)        | Basket Trapani (1997-11)        | Basket Trapani (1997-11)        | Basket Trapani (1997-11)        |  |  |  |  |  |  |  |  |  |  |  |  |
| 1997 | 1997 | 1997 | 1997 | 1997 | 1997 |  |  |                       |                       |                       |                       |                       |                       |                            |                            |                            |                            |                            |                            |                                 |                                 |                                 |                                 |                                 |                                 |                               |                               |                               |                               |                               |                               |                                    |                                    |                                    |                                    |                                    |                                    | Basket Trapani (1997-11)        | Basket Trapani (1997-11)        | Basket Trapani (1997-11)        | Basket Trapani (1997-11)        | Basket Trapani (1997-11)        | Basket Trapani (1997-11)        |  |  |  |  |  |  |  |  |  |  |  |  |
| 2011 | 2011 | 2011 | 2011 | 2011 | 2011 |  |  |                       |                       |                       |                       |                       |                       |                            |                            |                            |                            |                            |                            |                                 |                                 |                                 |                                 |                                 |                                 |                               |                               |                               |                               |                               |                               |                                    |                                    |                                    |                                    |                                    |                                    | Pallacanestro Trapani (2011-23) | Pallacanestro Trapani (2011-23) | Pallacanestro Trapani (2011-23) | Pallacanestro Trapani (2011-23) | Pallacanestro Trapani (2011-23) | Pallacanestro Trapani (2011-23) |  |  |  |  |  |  |  |  |  |  |  |  |
| 2011 | 2011 | 2011 | 2011 | 2011 | 2011 |  |  |                       |                       |                       |                       |                       |                       |                            |                            |                            |                            |                            |                            |                                 |                                 |                                 |                                 |                                 |                                 |                               |                               |                               |                               |                               |                               |                                    |                                    |                                    |                                    |                                    |                                    | Pallacanestro Trapani (2011-23) | Pallacanestro Trapani (2011-23) | Pallacanestro Trapani (2011-23) | Pallacanestro Trapani (2011-23) | Pallacanestro Trapani (2011-23) | Pallacanestro Trapani (2011-23) |  |  |  |  |  |  |  |  |  |  |  |  |
| 2023 | 2023 | 2023 | 2023 | 2023 | 2023 |  |  |                       |                       |                       |                       |                       |                       |                            |                            |                            |                            |                            |                            |                                 |                                 |                                 |                                 |                                 |                                 |                               |                               |                               |                               |                               |                               |                                    |                                    |                                    |                                    |                                    |                                    | Trapani Shark (2023-oggi)       | Trapani Shark (2023-oggi)       | Trapani Shark (2023-oggi)       | Trapani Shark (2023-oggi)       | Trapani Shark (2023-oggi)       | Trapani Shark (2023-oggi)       |  |  |  |  |  |  |  |  |  |  |  |  |

## Colori e simboli

### Colori
Le divise della Trapani Shark sono granata con bordi color bianco per le trasferte, mentre per le partite casalinghe i colori s'invertono.
Il colore granata rappresenta quasi sempre le principali società sportive della città di Trapani e deriva dalla Blasonatura rosso granata dello stemma cittadino. Nello specifico del basket il granata fu scelto dalla prima Pallacanestro Trapani (1981-1997 e 2011-2023), dal Basket Trapani (1997-2011) e dall'attuale società. Precedentemente le squadre principali del trapanese scelsero come coloro sociale il verde: la Rosmini Trapani (1957-1964) e l'Edera Trapani (1969-1981) prima che si trasformasse in Pallacanestro Trapani. Nel 2023 la Trapani Shark scelse la maglia nera, per tornare al granata l'anno successivo
Di seguito una selezione delle divise storiche del basket trapanese:
| (anni sessanta) | (1977-79) | (1979-81) | (1981-83) | (1983-84) | Gimer (1984-86) | Sergio Tacchini (*) (1986-87) | Sergio Tacchini (1987-88) |  |

| Kronos (1988-90) | Kronos (1990-91) | Kronos (1991-92) | Kronos (1992-93) | Kronos (1993-95) | Kronos (1995-96) | Champion (1996-97) | (1998-99) |  |

| Reebok (1999-01) | HM (2001-02) | Macron (2002-03) | Macron (2003-05) | Loud (2005-06) | Macron (2006-08) | Aries (2008-09) | Athletes (2009) |  |

| Macron (2009-11) | Macron (2011-12) | Athletes (2012-13) | Macron (2013-14) | Spalding (2014-15) | Spalding (2015-16) | EYE Sport (2016-17) | EYE Sport (2017-18) |  |

| EYE Sport (2018-19) | Erreà/TAG (2019-2020) | Erreà/TAG (2020-2021) | Erreà/TAG (2021-2022) | Erreà/TAG (2022-2023) | Macron (2023-2024) | Adidas (2024-2025) |

- Terza/Speciale

| EYE Sport (2018) |

(*) La Pallacanestro Trapani per il campionato del 1986 scelse i colori dello sponsor

### Simboli ufficiali

#### Stemma
La prima Pallacanestro Trapani scelse come logo l'integrazione grafica delle cinque torri, simbolo della città, che s'incastonano all'interno di un pallone di basket color granata, con sottostante il nome della società.
Successivamente, con la fondazione del Basket Trapani nel 1997, la gestione di Andrea Magaddino scelse come simbolo societario un delfino che, trattenendo un pallone di basket, saltava all'interno di un anello (quello del canestro), con sfondo grafico un triangolo di colore granata dove campeggia il nome della società in due differenti caratteri calligrafici. La gestione Massinelli richiese a Mino Poma, grafico trapanese e dirigente della stessa società, un restyling radicale del logo con la scelta della torre (ripreso dallo stemma cittadino) come simbolo principale che campeggia all'interno di un pallone da basket di colore granata, mantenendo inalterati i caratteri calligrafici della dicitura societaria.
Nel 2011, per volere della nuova proprietà in coincidenza del cambio di denominazione sociale da Basket Trapani a Pallacanestro Trapani, venne introdotto un nuovo logo, composto da una T di colore azzurro che campeggiava al centro di un pallone da basket graficamente scomposto a simboleggiare le cinque torri della città (in alto) ed una falce stilizzata in basso. Il layout del logo era completato dalla dicitura societaria posta in basso e a destra con due differenti proprietà di testo (grassetto e normale).
Con la rifondazione societaria l'emblema attuale ha la forma di uno "scudo" e riporta i simboli storici dello stemma della città di Trapani: le cinque torri e la falce. Le torri e la falce, che si trovano sopra delle onde del mare, campeggiano su uno sfondo granata, e la parte superiore riporta il nome della società.

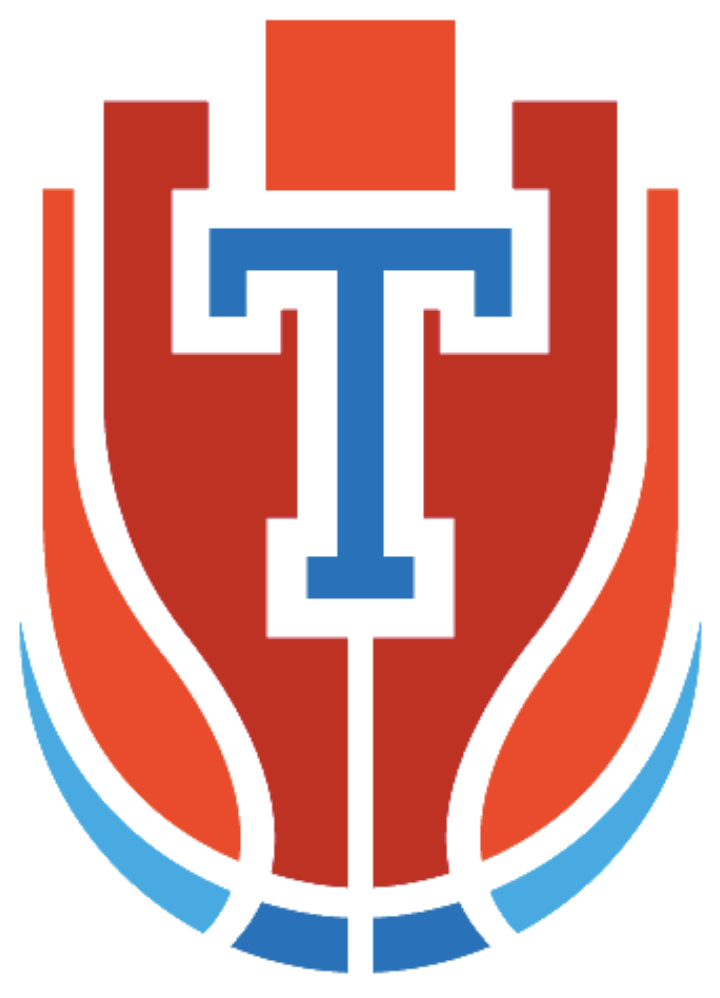
Logo usato dal 2011 al 2018.
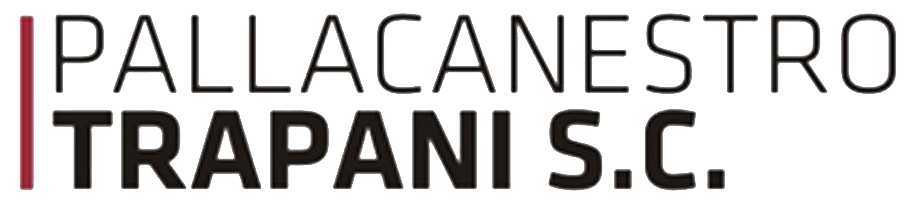
Wordmark usato dal 2011 al 2018.
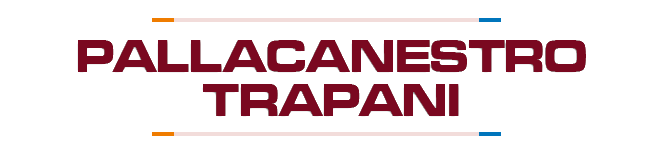
Wordmark usato dal 2018 al 2023.

#### Mascotte
Dalla sponsorizzazione del Tonno Auriga della ditta trapanese "Nino Castiglione" nasce nel 2013 Aurighetto, la Mascotte ufficiale della Pallacanestro Trapani il cui nome omaggia appunto la ditta. È un tonno azzurro con il tipico cappello da marinaio bianco con indosso la divisa della squadra.

Con la nuova denominazione nel 2023 in "Trapani Shark", nasce una nuova mascotte: "Maverick", uno squalo azzurro che indossa una maglia granata con al centro in oro le cinque torri e la falce simbolo della città.

## Sponsor
Negli anni la "denominazione" commerciale della pallacanestro a Trapani (lo sponsor) fu legata prevalentemente ad aziende siciliane o legate alla Sicilia. Dalla mazarese Pasta Poiatti all'Olio Caruso, il Vini Racine, la Birra Messina ed il Tonno Auriga. Nell'anno di presenza in A1 la società trapanese non trovò uno sponsor ed il presidente Vincenzo Garraffa decise allora per un'autosponsorizzazione antimafia e simbolica con lo slogan “L'Altra Sicilia”. Le gestione Magaddino confermò la vocazione per istituti bancari locali, mentre la presidenza Basciano lega la denominazione della squadra alla società Lighthouse Group di cui è amministratore delegato. Con il passaggio di proprietà ad Antonini i main sponsor rappresentano l'emanazione imprenditoriale della nuova gestione, il trading delle materie prime legate al comparto agricolo e la gestione d'investimenti sportivi.
- 1964-1984 · nessuno
- 1984-1986 · Gimer
- 1986-1988 · Sergio Tacchini
- 1988-1996 · Kronos
- 1996-1997 · Champion
- 1997-1999 · sconosciuto
- 1999-2001 · Reebok
- 2001-2002 · HM
- 2002-2005 · Macron
- 2005-2006 · Loud
- 2006-2008 · Macron
- 2008-2009 · Aries
- 2009 · Athletes
- 2009-2012 · Macron
- 2012-2013 · Athletes
- 2013-2014 · Macron
- 2014-2016 · Spalding[113]
- 2016-2019 · EYE Sport[114]
- 2019-2023 · Erreà[115]
- 2023-2024 · Macron[116]
- 2024-2025 · Adidas[117]
- 2025-attuale · Macron

- 1964-1970 · non presente
- 1970-1971 · Issa
- 1971-1977 · non presente
- 1977-1978 · AS arredostil
- 1978-1983 · non presente
- 1983-1986 · Pasta Poiatti
- 1986-1987 · Olio Caruso, Plubello
- 1987-1988 · Olio Caruso, Mar Alimentari
- 1988-1989 · Vini Racine
- 1989-1990 · Vini Racine, Marciante
- 1990-1991 · Birra Messina, Provincia di Trapani
- 1991-1992 · L'altra Sicilia, Provincia di Trapani
- 1992-1993 · Tonno Auriga, Pasta Poiatti, Provincia di Trapani
- 1993-1994 · Tonno Auriga, Provincia di Trapani
- 1994-1996 · Tonno Auriga
- 1996-1997 · Città di Trapani
- 1997-1998 · Enopolio
- 1998-1999 · Banca del Popolo Trapani
- 1999-2001 · Banca Popolare Sant'Angelo
- 2001-2002 · Satin, Hobby Model
- 2002-2003 · Satin, N.O.V.A.R
- 2003-2004 · INA Assitalia, Hobby Model
- 2004-2009 · Banca Nuova, Provincia Naturale di Trapani
- 2009 · Provincia Naturale di Trapani
- 2009-2011 · Shinelco
- 2011-2012 · Gestamp Solar, Lighthouse
- 2012-2013 · Lighthouse
- 2013-2014 · Lighthouse, Tonno Auriga
- 2014-2015 · Lighthouse
- 2015-2016 · Lighthouse, Conad[118], Acqua Pradis
- 2016-2017 · Lighthouse, Conte del Tellaro
- 2017-2018 · Lighthouse, 2B Control, Conad, On-Off, Campione, Kia-Automondo, Caffè Ligny
- 2018-2019 · 2B Control[119], Agesp, Conad, On-Off, Tonno Auriga, 210 Grammi, LavoroPiù, Euforbia, Agate Trasporti, Siciliauto
- 2019-2020 · 2B Control, Conad, LavoroPiù, Kia-Automondo
- 2020-2021 · 2B Control, Agesp, Etaga, Kia-Automondo
- 2021-2022 · 2B Control, Agesp, Conad, Liberty Lines
- 2022-2023 · 2B Control, Agesp, Conad, Buffa, Tonno Auriga
- 2023-2024 · Sport Invest, Quanton Commodities Ltd
- 2024-attuale · Sport Invest, Q Trade House,, A29 Energy to build, L.T. Costruzioni, GDM Di Maria

## Impianti di gioco
L'impianto di gioco del Trapani Shark è il palazzetto dello sport, di proprietà comunale, denominato PalaIlio, inaugurato nel 1991, con un'attuale capienza di 4490 spettatori.

### Impianti precedenti
Gli impianti che hanno ospitato in passato le partite di basket delle formazioni trapanesi sono:
- Palestra e campo "degli Spalti" dagli anni '30 ai '60. Le prime attività sportive si svolsero in uno spazio antistante le antiche mura cittadine in corrispondenza del bastione chiamato "Impossibile" che ne definivano un margine. L'attività principale svolta fu il calcio, che s'alternò ad altre attività sportive come l'atletica leggera e la pallacanestro. Vi svolsero le proprie partite le formazioni della gioventù fascista (FGC, GIL e GUF), la Libertas Trapani ed Enal Trapani.

- Palestra "Antonio Rosmini", il Campo "ex GIL" e Palestra "Cappuccini" furono utilizzati prevalentemente negli anni '60 e tuttora esistenti.

- Palestra "Dante Alighieri"[120] dal 1968 al 1982 (capienza: 300 spettatori). In questa palestra (che prende il nome dal lungomare dove sorge) incomincia l'attività della pallacanestro trapanese negli anni sessanta. Nel 1983 la Pallacanestro Trapani conquista la C1 e disputa un'amichevole con l'Indesit Caserta di Oscar Schmidt.

- Palestra "Tenente Alberti"[120] dal 1982 al 1986 (capienza: 800 spettatori). La palestra viene inaugurata il 31 ottobre 1982 con la partita Pallacanestro Trapani-MMP Palermo. Con il passaggio in Serie B d'Eccellenza la palestra di "via Tenente Alberti" non supera le norme di sicurezza imposte dalla Lega e le partite interne si giocano a Marsala

- Palasport "Fortunato Bellina"[122] (Marsala) stagione 1986/1987 (capienza: 600 spettatori).

- Palasport "Palagranata"[120] dal 1987 al 1997 (capienza: 3.800 spettatori). Impianto privato di proprietà della società dove si disputò il campionato di A1. La prima partita al Palagranata fu giocata il 29 novembre 1987 con l'Inalca Modena. Vi fu disputata anche una partita della nazionale italiana maschile.

- Palasport "PalaTreSanti"[123] (Alcamo) nel 2009 (capienza: 800 spettatori). Fu utilizzato durante il girone di andata della stagione 2009-2010 a causa dei lavori di messa in sicurezza del PalaIlio di Trapani.

## Roster attuale
- Ultimo aggiornamento: 3 agosto 2025.

| Trapani Shark | Trapani Shark |
| Giocatori     | Staff tecnico |
| ------------- | ------------- |

| N. | Naz.                                                | Ruolo | Nome                   | Anno | Alt.   | Peso   |  |
| -- | --------------------------------------------------- | ----- | ---------------------- | ---- | ------ | ------ |  |
| 00 | Camerun (bandiera) · Italia (bandiera)              | A     | Paul Eboua             | 2000 | 203 cm | 97 kg  |  |
| 0  | Italia (bandiera)                                   | P     | Alessandro Cappelletti | 1995 | 186 cm | 85 kg  |  |
| 1  | Stati Uniti (bandiera)                              | PG    | JD Notae               | 1998 | 188 cm | 88 kg  |  |
| 3  | Stati Uniti (bandiera)                              | P     | Jordan Ford            | 1998 | 185 cm | 80 kg  |  |
| 5  | Stati Uniti (bandiera) · Italia (bandiera)          | PG    | Ryan Arcidiacono       | 1994 | 191 cm | 88 kg  |  |
| 6  | Italia (bandiera)                                   | PG    | Riccardo Rossato       | 1996 | 190 cm | 85 kg  |  |
| 7  | Bosnia ed Erzegovina (bandiera) · Italia (bandiera) | AG    | Amar Alibegović (C)    | 1995 | 206 cm | 109 kg |  |
| 9  | Stati Uniti (bandiera)                              | AP    | Timmy Allen            | 2000 | 198 cm | 95 kg  |  |
| 11 | Stati Uniti (bandiera) · Italia (bandiera)          | GA    | John Petrucelli        | 1992 | 193 cm | 82 kg  |  |
| 15 | Mali (bandiera)                                     | AC    | Adama Sanogo           | 2002 | 206 cm | 111 kg |  |
| 20 | Stati Uniti (bandiera)                              | AG    | Matthew Hurt           | 2000 | 206 cm | 107 kg |  |
|    | Italia (bandiera) · Venezuela (bandiera)            | GA    | Fabrizio Pugliatti     | 2004 | 200 cm | 85 kg  |  |

| Allenatore                                                                               |
| - Jasmin Repeša                                                                          |
| Assistente/i                                                                             |
| - Ivica Skelin - Alex Latini Legenda - (C) Capitano - (IN) Inattivo - Infortunato Roster |

### Staff tecnico
| Player develolopment coach: Darryl Middleton |
| Responsabile Area Performance: Jakov Kosovac |
| Team Manager: Sebastiaan Ogliari             |
| Preparatore atletico: Salvatore Sorrentino   |
| Responsabile Area Sanitaria: Claudio Fici    |
| Medico sociale: Salvo De Caro                |
| Medico dello sport: Francesco Saluto         |
| 1°Fisioterapista: Marco Madau                |
| 2°Fisioterapista: Simone Di Vita             |
| Osteopata: Pino Giliberto                    |

## Statistiche

### Partecipazione ai campionati
| Livello | Categoria             | Partecipazioni | Debutto   | Ultima stagione | Totale |
| 1º      | Serie A1              | 1              | 1991-1992 | 1991-1992       | 3      |
| 1º      | Serie A               | 2              | 2024-2025 | 2025-2026       | 3      |
| 2º      | Legadue               | 2              | 2004-2005 | 2005-2006       | 18     |
| 2º      | DNA Gold              | 1              | 2013-2014 | 2013-2014       | 18     |
| 2º      | Serie A2              | 15             | 1990-1991 | 2023-2024       | 18     |
| 3º      | Serie C               | 3              | 1965-1966 | 1973-1974       | 22     |
| 3º      | Serie B               | 4              | 1964-1965 | 1985-1986       | 22     |
| 3º      | Serie B d'Eccellenza  | 12             | 1986-1987 | 2007-2008       | 22     |
| 3º      | Serie A Dilettanti    | 3              | 2008-2009 | 2010-2011       | 22     |
| 4°      | Serie D               | 6              | 1967-1968 | 1974-1975       | 15     |
| 4°      | Serie C               | 3              | 1975-1976 | 1977-1978       | 15     |
| 4°      | Serie C1              | 4              | 1978-1979 | 1982-1983       | 15     |
| 4°      | Serie B2              | 1              | 1998-1999 | 1998-1999       | 15     |
| 4°      | Divisione Nazionale B | 1              | 2012-2013 | 2012-2013       | 15     |
| 5º      | Serie C2              | 1              | 1981-1982 | 1981-1982       | 2      |
| 5º      | Divisione Nazionale C | 1              | 2011-2012 | 2011-2012       | 2      |
| 6º      | Serie C2              | 1              | 1997-1998 | 1997-1998       | 1      |

### Partecipazione alle coppe nazionali
| Livello | Categoria                 | Partecipazioni | Debutto   | Ultima stagione |
| 1º      | Coppa Italia              | 9              | 1970-1971 | 2025            |
| 2º      | Coppa Italia LNP          | 9              | 1999-2000 | 2024            |
| 2º      | Supercoppa LNP            | 5              | 2019      | 2023            |
| 5º      | Coppa Italia LNP - Div. C | 1              | 2011-2012 | 2011-2012       |

### Partecipazione alle coppe europee
| Livello | Categoria                   | Partecipazioni | Debutto   | Ultima stagione |
| 3°      | Basketball Champions League | 1              | 2025-2026 | 2025-2026       |

### Statistiche di squadra
- Statistiche aggiornate al 12 giugno 2025

|                |                   | statistiche stagione regolare | statistiche stagione regolare | statistiche stagione regolare | statistiche stagione regolare | statistiche stagione regolare | statistiche play off | statistiche play off | statistiche play off | statistiche play off | statistiche play off | statistiche play out | statistiche play out | statistiche play out | statistiche play out | statistiche play out |
| Categoria      | Sta. ago.         | G                             | V                             | P                             | Pr                            | Ps                            | G                    | V                    | P                    | Pr                   | Ps                   | G                    | V                    | P                    | Pr                   | Ps                   |
| Serie C2       | 1997-98*          | -                             | -                             | -                             | -                             | -                             | -                    | -                    | -                    | -                    | -                    | -                    | -                    | -                    | -                    | -                    |
| Serie B2       | 1998-99           | 26                            | 18                            | 8                             | 2107                          | 1926                          | 8                    | 5                    | 3                    | 591                  | 591                  | -                    | -                    | -                    | -                    | -                    |
| Serie B d'Ecc. | 1999-00 dettagli  | 26                            | 10                            | 16                            | 1788                          | 1868                          | -                    | -                    | -                    | -                    | -                    | 5                    | 3                    | 2                    | 341                  | 328                  |
| Serie B d'Ecc. | 2000-01 dettagli  | 26                            | 12                            | 14                            | 2054                          | 2119                          | -                    | -                    | -                    | -                    | -                    | -                    | -                    | -                    | -                    | -                    |
| Serie B d'Ecc. | 2001-02 dettagli  | 26                            | 14                            | 12                            | 2022                          | 2023                          | 3                    | 1                    | 2                    | 224                  | 238                  | -                    | -                    | -                    | -                    | -                    |
| Serie B d'Ecc. | 2002-03 dettagli  | 30                            | 19                            | 11                            | 2253                          | 2150                          | 8                    | 5                    | 3                    | 713                  | 743                  | -                    | -                    | -                    | -                    | -                    |
| Serie B d'Ecc. | 2003-04 dettagli  | 30                            | 22                            | 8                             | 2401                          | 2183                          | 10                   | 6                    | 4                    | 761                  | 738                  | -                    | -                    | -                    | -                    | -                    |
| Legadue        | 2004-05 dettagli  | 30                            | 13                            | 17                            | 2445                          | 2469                          | -                    | -                    | -                    | -                    | -                    | -                    | -                    | -                    | -                    | -                    |
| Legadue        | 2005-06 dettagli  | 30                            | 4                             | 26                            | 2405                          | 2650                          | -                    | -                    | -                    | -                    | -                    | -                    | -                    | -                    | -                    | -                    |
| Serie B d'Ecc. | 2006-07 dettagli  | 30                            | 19                            | 11                            | 2390                          | 2292                          | 3                    | 1                    | 2                    | 242                  | 250                  | -                    | -                    | -                    | -                    | -                    |
| Serie B d'Ecc. | 2007-08 dettagli  | 26                            | 18                            | 8                             | 2128                          | 1956                          | 9                    | 7                    | 2                    | 711                  | 661                  | -                    | -                    | -                    | -                    | -                    |
| Serie A dil.   | 2008-09 dettagli  | 26                            | 13                            | 13                            | 2011                          | 2008                          | 3                    | 1                    | 2                    | 239                  | 239                  | -                    | -                    | -                    | -                    | -                    |
| Serie A dil.   | 2009-10 dettagli  | 28                            | 17                            | 11                            | 2035                          | 1996                          | 3                    | 1                    | 2                    | 199                  | 237                  | -                    | -                    | -                    | -                    | -                    |
| Serie A dil.   | 2010-11 dettagli  | 30                            | 22                            | 8                             | 2263                          | 2158                          | 11                   | 6                    | 5                    | 812                  | 806                  | -                    | -                    | -                    | -                    | -                    |
| DNC            | 2011-12           | 30                            | 30                            | 0                             | 2772                          | 1727                          | 6                    | 6                    | 0                    | 497                  | 353                  | -                    | -                    | -                    | -                    | -                    |
| DNB            | 2012-13           | 30                            | 23                            | 7                             | 2269                          | 2040                          | 5                    | 3                    | 2                    | 343                  | 323                  | -                    | -                    | -                    | -                    | -                    |
| DNA Gold       | 2013-14 dettagli  | 30                            | 14                            | 16                            | 2315                          | 2363                          | -                    | -                    | -                    | -                    | -                    | -                    | -                    | -                    | -                    | -                    |
| Serie A2 Gold  | 2014-15 dettagli  | 26                            | 11                            | 15                            | 1936                          | 1978                          | -                    | -                    | -                    | -                    | -                    | -                    | -                    | -                    | -                    | -                    |
| Serie A2       | 2015-16 dettagli  | 30                            | 16                            | 14                            | 2521                          | 2406                          | 5                    | 2                    | 3                    | 406                  | 410                  | -                    | -                    | -                    | -                    | -                    |
| Serie A2       | 2016-17 dettagli  | 30                            | 15                            | 15                            | 2369                          | 2380                          | 3                    | 0                    | 3                    | 203                  | 235                  | -                    | -                    | -                    | -                    | -                    |
| Serie A2       | 2017-18 dettagli  | 30                            | 15                            | 15                            | 2354                          | 2355                          | 4                    | 1                    | 3                    | 331                  | 362                  | -                    | -                    | -                    | -                    | -                    |
| Serie A2       | 2018-19 dettagli  | 28                            | 14                            | 14                            | 2393                          | 2365                          | 5                    | 2                    | 3                    | 362                  | 418                  | -                    | -                    | -                    | -                    | -                    |
| Serie A2       | 2019-20* dettagli | 25                            | 14                            | 11                            | 1826                          | 1779                          | -                    | -                    | -                    | -                    | -                    | -                    | -                    | -                    | -                    | -                    |
| Serie A2       | 2020-21 dettagli  | 32                            | 17                            | 15                            | 2468                          | 2525                          | 4                    | 1                    | 3                    | 368                  | 283                  | -                    | -                    | -                    | -                    | -                    |
| Serie A2       | 2021-22 dettagli  | 30                            | 14                            | 16                            | 2227                          | 2354                          | -                    | -                    | -                    | -                    | -                    | -                    | -                    | -                    | -                    |                      |
| Serie A2       | 2022-23 dettagli  | 30                            | 11                            | 19                            | 2081                          | 2282                          | -                    | -                    | -                    | -                    | -                    | -                    | -                    | -                    | -                    |                      |
| Serie A2       | 2023-24 dettagli  | 32                            | 29                            | 3                             | 2809                          | 2447                          | 11                   | 9                    | 2                    | 874                  | 769                  | -                    | -                    | -                    | -                    |                      |
| Serie A        | 2024-25 dettagli  | 30                            | 22                            | 8                             | 2838                          | 2556                          | 6                    | 3                    | 3                    | 527                  | 516                  | -                    | -                    | -                    | -                    |                      |
| totale         | totale            | 752                           | 432                           | 320                           | 59654                         | 57576                         | 107                  | 60                   | 47                   | 8303                 | 8172                 | 5                    | 3                    | 2                    | 341                  | 328                  |

- * non è computato l'anno agonistico 1997-1998 e 2019-2020

## Formazioni e giocatori del passato
Reggie Johnson è stato l'unico giocatore nella storia della formazione siciliana ad aver vinto l'anello NBA con la squadra dei Philadelphia 76ers nel 1983, Langston Galloway raggiunse le finali con i Phoenix Suns nel 2021. Francesco Mannella, playmaker toscano e capitano in "A", ha militato per undici stagioni ed in quattro categorie (dalla serie C1 alla serie A1).

### Numeri ritirati
Nella storia della pallacanestro Trapani i numeri di maglia ritirati sono tre:
| 4  | Davide Virgilio    | Ritirato nel 2014 |
| 12 | Francesco Mannella | Ritirato nel 2015 |
| 13 | Davide Lot         | Ritirato nel 2023 |

## Presidenti ed allenatori

### Presidenti
La recente storia della pallacanestro a Trapani ha visto la presenza e l'alternanza di più presidenti espressione anche dell'imprenditoria locale.
Francesco Todaro, architetto, imprenditore, tesoriere e vicepresidente nella gestione Garraffa, rileva la società nell'ultimo e difficile biennio di Serie A2, cedendo successivamente la conduzione a Carlo Maccotta e Salvatore Mazzara.
Alberto Montericcio, Medico ed imprenditore trapanese, cofondatore nel 1997 del Basket Trapani con Filippo Mucaria ed Andrea Magaddino. Con le dimissioni di Mucaria dalla società nel 2000, Montericcio cede la totalità della gestione ad Andrea Magaddino.
Andrea Magaddino, Avvocato civilista trapanese, ex giocatore di basket dell'Edera Trapani, fonda nel 1997 con due imprenditori locali, Alberto Montericcio e Filippo Mucaria l'Associazione Basket Trapani acquistando il titolo in Serie C2 dell'Amatori Trapani. Successivamente rimane solo alla guida della società raggiungendo con la sua gestione lusinghieri traguardi come le cinque finali promozioni di B d'Ecc./A dil. ed il ripescaggio in LegA2.
Alessandro Massinelli imprenditore di Ribera (AG), già con esperienze dirigenziali nella Ares Ribera, Ares Palermo e Verga Palermo, il 16 giugno 2009 acquista la proprietà societaria del Basket Trapani. La gestione Massinelli risulterà tribolata e venata da colpi di scena ed exploit: problemi economici causaurono malumori all'interno della squadra che comunque riuscì a centrare la promozione in LegA2. Promozione successivamente revocata dal consiglio federale della FIP che causo' l'iscrizione d'ufficio della squadra nel campionato di Divisione Nazionale C, retrocedendola di tre categorie.
Pietro Basciano, imprenditore trapanese (con aziende in Emilia-Romagna), acquisisce la società nell'agosto 2011 rinunciando al ricorso al TAR avviato dai Massinelli contro la FIP ed incominciando un nuovo corso ripartendo dalla Divisione Nazionale C. Cambia la denominazione societaria in Pallacanestro Trapani Sporting Club e dopo due anni di gestione riesce a condurla nel secondo campionato nazionale, la DNA Gold, scambiando il proprio titolo sportivo con lo Scafati Basket.
Valerio Antonini, romano, imprenditore e manager nel settore del commercio globale di materie prime agricole. Rifonda la società denominandola Trapani Shark costituendo una polisportiva con l'FC Trapani 1905. Il 9 Giugno 2024 vince la finale promozione con la Fortitudo Bologna e riporta Trapani in Lega A dopo trentadue anni. 
- 1956-1959:
- 1959-1960: Don Mario Tomasi
- 1960-1963:
- 1963-1964: Don Roberto Erthler
- 1964-1965: Francesco Calamia
- 1965: Giuseppe Vento
- 1965-1969: Giovanni Denaro
- 1969-1970:
- 1970-1971: Francesco Di Paola
- 1971-1976: Antonio Montanti
- 1976-1978: Francesco Grimaldi
- 1978-1979:
- 1979-1981: Giovanni Crimi
- 1981-1994: Vincenzo Garraffa
- 1994-1996: Francesco Osvaldo Todaro
- 1996: Carlo Maccotta
- 1996-1997: Salvatore Mazzara
- 1997-2001: Alberto Montericcio
- 2001-2009: Andrea Magaddino
- 2009-2011: Alessandro Massinelli
- 2011-2023: Pietro Basciano
- 2023-in carica: Valerio Antonini

### Allenatori
L'allenatore più conosciuto è stato Riccardo Sales allenatore della nazionale di pallacanestro sia maschile che femminile, ma il più amato è stato certamente Gianfranco Benvenuti, l'allenatore della promozione prima in A2 e successivamente in A1.
- 1958-1961: Ettore Daidone
- 1961-1962: Ettore Daidone e Giuseppe Vento (all.-gio.)
- 1962-1966: Giuseppe Vento (all.-gio.)
- 1966-1967: Alberto Cardella (9-7)[Nota 1]
- 1967-1968: sconosciuto
- 1968-1970: Giuseppe Vento[132]
- 1970-1974: Giuseppe Vento (all.-gio.)[133]
- 1974-1975: Francesco Di Paola
- 1975-1977: Leonardo Mione (11-11)[Nota 2]
- 1977-1978: Antonino Fodale (6-4) (13-5)
- 1978-1979: Leonardo Mione (9-5) (3-11)
- 1979-1980: Alberto Cardella (8-6) (4-10)
- 1980: Cristoforo Monaco
- 1980-1982: Giuseppe Barbara
- 1982: Piero Musumeci
- 1982: Antonino Fodale
- 1982-1984: Emilio Trivelli (42-20) (2-1)
- 1984-1986: Bruno Boero (42-18)
- 1986-1988: Stefano Michelini (26-34) (1-0)
- 1988-1991: Gianfranco Benvenuti (54-36) (8-4)
- 1991-1992: Giancarlo Sacco (10-20) (3-7)
- 1992-1993: Riccardo Sales (14-16) (3-7)
- 1993-1994: Giovanni Gebbia (5-10)
- 1994: Giancarlo Sacco (7-8)
- 1994-1995: Gianfranco Benvenuti (2-3)
- 1995: Riccardo Cantone (5-11)
- 1995: Giuseppe Barbara (4-9)
- 1995-1996: Giuseppe Barbara (6-12)
- 1996: Giovanni Papini (0-4)
- 1996: Alberto Cardella (3-7)
- 1996: Giancarlo Sacco
- 1996-1997: Marco Morganti (11-11) (7-5)
- 1997-1998: Rosario Nicosia
- 1998-2000: Giacomo Genovese (18-8) (5-3)
- 2000-2001: Gianni Lambruschi (5-7) (3-2)
- 2001: Marco Morganti (7-7)
- 2001-2002: Gianni Montemurro (14-12) (1-2)
- 2002-2003: Massimo Bernardi (19-11) (5-4)
- 2003-2004: Tony Trullo (22-8) (6-4)
- 2004-2005: Luca Banchi (13-17)
- 2005-2006: Luigi Gresta (1-4)
- 2006: Giancarlo Sacco (3-22)
- 2006-2008: Gianluca Tucci (37-19) (8-4)
- 2008-2009: Marco Calvani (6-6)
- 2009: Marcello Perazzetti (7-7) (1-2)
- 2009-2011: Giovanni Benedetto (39-19) (7-7)
- 2011-2013: Flavio Priulla (53-7) (9-2)
- 2013-2015: Lino Lardo (25-31)
- 2015-2018: Ugo Ducarello (43-41) (2-6)
- 2018-2024: Daniele Parente (103-80)
- 2024: Andrea Diana (13-3)
- 2024-oggi: Jasmin Repeša (25-12)

1. ↑  stagione 1965-1966
2. ↑  stagione 1976-1977

- Statistiche aggiornate al 9 giugno 2025

Gianfranco Benvenuti

## Palmarès

### Competizioni Nazionali
- Campione d'Italia Dilettanti: 1

2023-24
- Promozioni dalla Serie A2 alla Serie A1: 1

1990-1991
- Supercoppa LNP Serie A2: 1

2023
- Promozioni dalla Divisione Nazionale A alla Legadue: 1

2010-2011
- Promozioni dalla Serie B ecc. alla Serie A2: 1

1989-1990
- Coppa Italia LNP di Divisione Nazionale C: 1

2011-12

### Competizioni interregionali
- Divisione Nazionale C: 1

2011-2012
- Promozioni dalla Serie C1 alla Serie B: 1

1982-1983
- Promozioni dalla Serie C2 alla Serie C1: 1

1981-1982
- Promozioni dalla Serie D alla Serie C: 2

1971-1972, 1974-1975

### Finali disputate
- Serie A2

2023-2024 vs Fortitudo Bologna (finale campionato italiano dilettanti)
- Serie B d'Eccellenza

1987-1988 vs Esperia Cagliari (spareggio salvezza)
1989-1990 vs Sangiorgese (finale promozione)
2002-2003 vs Dinamo Sassari (finale promozione)
2003-2004 vs Castelletto Ticino (finale promozione)
2003-2004 vs Nuova A.M.G. Sebastiani Basket Rieti (spareggio promozione)
2007-2008 vs N.B. Brindisi (spareggio promozione)
- Serie A Dilettanti

2010-2011 vs Brescia (finale campionato italiano dilettanti)
2010-2011 vs Cestistica Ostuni (spareggio promozione)
- Serie B2

1998-1999 vs Sutor Montegranaro (finale promozione)
- Serie C/Serie C1/Divisione Nazionale C

1977-1978 vs Virtus Ragusa (spareggio promozione)
1982-1983 vs Virtus Ragusa (spareggio promozione)
2011-2012 vs Pol. Basket Acireale (finale promozione)
- Coppa Sicilia

1986-1987 vs Virtus Ragusa
- Coppa Italia Serie B d'Eccellenza

2007-2008 vs Virtus Siena
- Coppa Italia Divisione Nazionale C

2011-2012 vs Benedetto XIV Cento
- Supercoppa LNP

2023 vs Blu Treviglio

### Premi individuali

#### Giocatori
- Miglior Sesto Uomo

 JD Notae (2024-2025)
- Miglior Quintetto stagione regolare

 Justin Robinson (2024-2025)

#### Dirigenti
- Dirigente dell'anno

 Julio Trovato (2023-2024)

## Tifoseria
La tifoseria della pallacanestro che segue la squadra a Trapani e in tutta Italia, nata con il CUCN, è oggi formata da quattro gruppi: Trapanesi Granata, Nessuna Resa Ultras Trapani, Invictissimi Drepanum Nord e Gate 91100 Trapani. La rivalità più accesa è stata con la Virtus Ragusa, prevalentemente negli anni ottanta e novanta.

### Amicizie e rivalità
Tifoserie amiche
- Brescia[136]
- Orlandina[137]
- Juvecaserta
- Blu Treviglio
- Dinamo Sassari
- Basket Napoli
- Universo Treviso

Tifoserie rivali
- N.B. Brindisi
- Fortitudo Agrigento
- Virtus Ragusa
- Basket Cefalù
- Barcellona
- Auxilium Torino